# 井ノ口王子

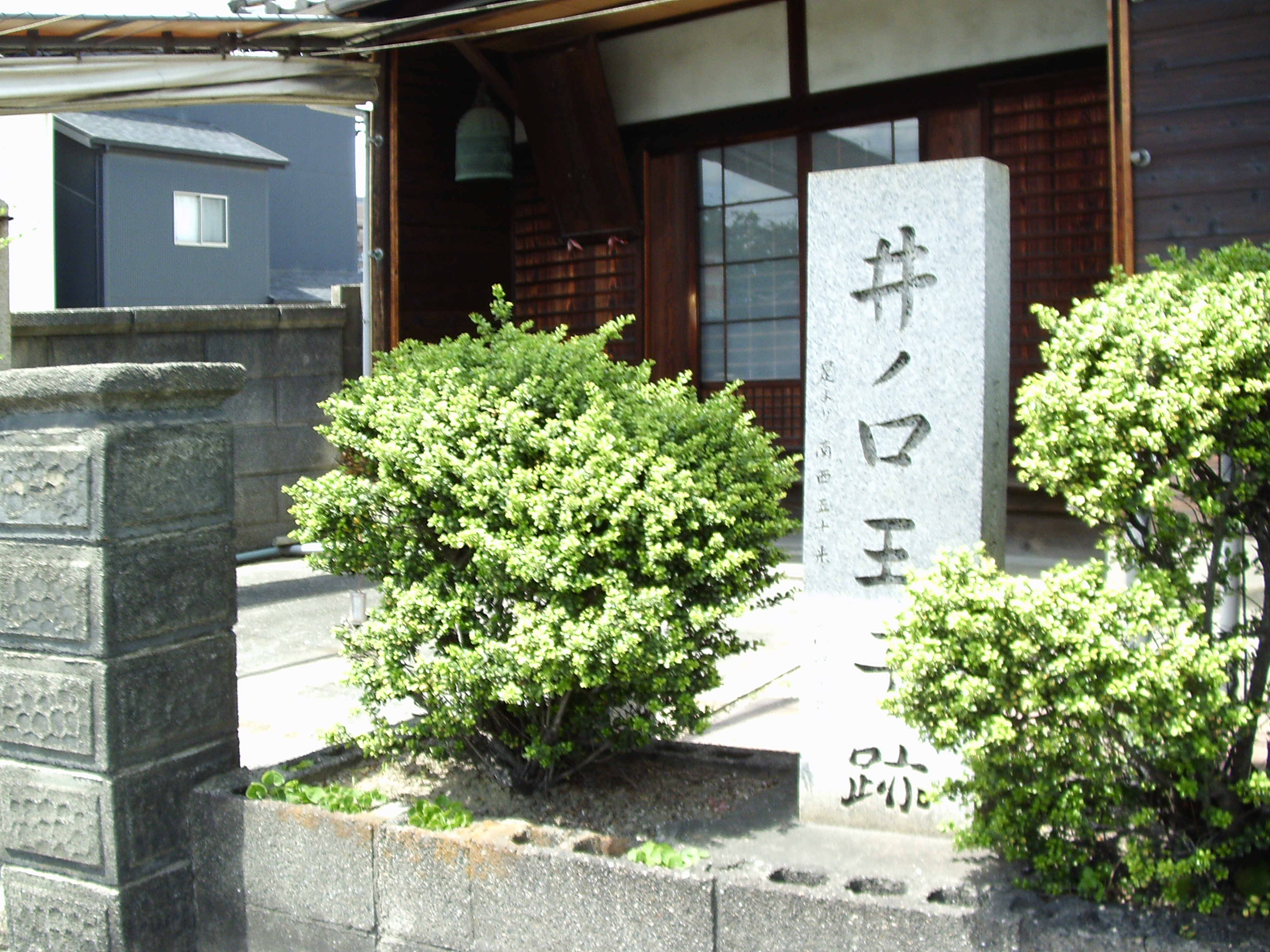
井ノ口王子跡

井ノ口王子（いのくちおうじ）は、かつて存在していた九十九王子の11番目。
大阪府和泉市井ノ口町の槙尾川のすぐ近く、柳田橋の手前北の子安地蔵の横に石碑が建っており、和泉市府中町6-2-38の泉井上神社に合祀されている。
最寄駅は石碑も泉井上神社も西日本旅客鉄道阪和線和泉府中駅。